# Jasson Scott
Jasson Scott (1980) è un ex giocatore di football americano tedesco, che ha giocato come linebacker.

## Palmarès
- 1 Europeo (2010)